# Anthony Gatto
Anthony Gatto (ur. 14 kwietnia 1973 w Nowym Jorku) jest jednym z najbardziej utalentowanych żonglerów wszech czasów. To miano przylgnęło do niego już gdy miał 11 lat.
Jest mistrzem w żonglowaniu maczugami, piłkami, obręczami i talerzami. W 2000 roku został pierwszym i jak dotąd jedynym żonglerem, który zdobył prestiżową nagrodę Złotego Klauna na 24. Międzynarodowym Festiwalu Cyrkowym w Monte-Carlo.